# Скомпа
Скомпа (пол. Skąpa) — село в Польщі, у гміні Стшельці-Великі Паєнчанського повіту Лодзинського воєводства.
Населення — 153 особи (2011).
У 1975—1998 роках село належало до Ченстоховського воєводства.

## Демографія
Демографічна структура станом на 31 березня 2011 року:
|          | Загалом | Допрацездатний вік | Працездатний вік | Постпрацездатний вік |
| -------- | ------- | ------------------ | ---------------- | -------------------- |
| Чоловіки | 76      | 13                 | 53               | 10                   |
| Жінки    | 77      | 12                 | 39               | 26                   |
| Разом    | 153     | 25                 | 92               | 36                   |